# Euderma maculatum
Euderma maculatum (en: Spotted bat) är en fladdermusart som först beskrevs av J. A. Allen 1891.  Euderma maculatum ingår i släktet Euderma och familjen läderlappar. IUCN kategoriserar arten globalt som livskraftig. Inga underarter finns listade i Catalogue of Life.
Denna fladdermus når en kroppslängd (huvud och bål) av 60 till 77 mm, en svanslängd av 47 till 51 mm och en vikt vid 15 g. Underarmarna är 44 till 55 mm långa. Pälsen har på ovansidan en mörk rödbrun till svartbrun grundfärg. Det finns två större vita fläckar på axlarna och en stor vit fläck vid svansens rot. På buken har håren vita spetsar. Påfallande är dessutom arten stora öron som kan vara 34 till 50 mm långa.
Euderma maculatum förekommer i västra Nordamerika från Klippiga bergen till delstaterna Washington, Oregon och Kalifornien (USA). Arten når Alberta i Kanada och norra Mexiko. Fladdermusen vistas i låglandet och i bergstrakter upp till 3000 meter över havet. Den förekommer i olika habitat men den föredrar torra öppna landskap.
Individerna vilar i grottor, i mindre bergssprickor och i byggnader. De är aktiva på natten och jagar vanligen ensam efter flygande insekter. Avståndet mellan två jaktrevir är allmänt 750 till 1000 meter. Ibland kan två revir överlappa varandra. Även vid viloplatsen hittas de oftast ensam.
Honan föder i juni en unge som väger vid födelsen 20 % av moderns vikt.